# Den blå lagunen (1923)
Den blå lagunen var en brittisk-sydafrikansk stumfilm som hade premiär 1923. Filmen regisserades av Dick Cruikshanks och producerades av filmbolaget African Film Productions.
Det är den första filmatiseringen på romanen med samma namn av Henry De Vere Stacpoole. Idag är filmen förlorad. 